# 星岛湖镇
星岛湖乡，是中华人民共和国广西壮族自治区北海市合浦县下辖的一个乡镇级行政单位。

## 行政区划
星岛湖乡下辖以下地区：
总江村、坭江村、洋江村、上洋村、下洋村、珊瑚村、柯江村、采木村和洪潮村。